# Lophomyrmex
Lophomyrmex is een geslacht van vliesvleugelige insecten van de familie Mieren (Formicidae).

## Soorten
- L. ambiguus Rigato, 1994
- L. bedoti Emery, 1893
- L. birmanus Emery, 1893
- L. changlangensis Sheela & Ghosh, 2008
- L. kali Rigato, 1994
- L. longicornis Rigato, 1994
- L. lucidus Menozzi, 1930
- L. opaciceps Viehmeyer, 1922
- L. quadrispinosus (Jerdon, 1851)
- L. striatulus Rigato, 1994
- L. taivanae Forel, 1912
- L. terraceensis Bharti & Kumar, 2012